# Wróblew, Distrito de Zgierz
Wróblew [ˈvrublɛf] (1943–1945 alemán Sperlingslust) es un pueblo ubicado en el distrito administrativo de Gmina Ozorków, dentro del Distrito de Zgierz, Voivodato de Łódź, en Polonia central. Se encuentra aproximadamente a 4 kilómetros al noroeste de Ozorków, a 19 kilómetros al noroeste de Zgierz, y a 27 kilómetros al noroeste de la capital regional Lodz.